# 30 Tauri
30 Tauri, eller e Tauri, är en misstänkt variabel i Oxens stjärnbild.
30 Tau har visuell magnitud +5,06 och varierar utan någon fastställd amplitud eller periodicitet.